# Final Destination (franchise)
Final Destination è un franchise horror americano che include sei film, dieci romanzi e due comic book. È basato su una sceneggiatura libera di Jeffrey Reddick originariamente scritta per la serie televisiva X-Files ed è distribuita dalla New Line Cinema.

## Film
| Film                         | Data di uscita USA | Regia                      | Sceneggiatura                              | Storia                                          | Produttori                                                                      |
| ---------------------------- | ------------------ | -------------------------- | ------------------------------------------ | ----------------------------------------------- | ------------------------------------------------------------------------------- |
| Final Destination            | 17 marzo 2000      | James Wong                 | Glen Morgan & James Wong e Jeffrey Reddick | Jeffrey Reddick                                 | Warren Zide, Craig Perry e Glen Morgan                                          |
| Final Destination 2          | 31 gennaio 2003    | David R. Ellis             | J. Mackye Gruber & Eric Bress              | J. Mackye Gruber & Eric Bress e Jeffrey Reddick | Warren Zide e Craig Perry                                                       |
| Final Destination 3          | 10 febbraio 2006   | James Wong                 | Glen Morgan & James Wong                   | Glen Morgan & James Wong                        | Glen Morgan, James Wong, Craig Perry e Warren Zide                              |
| The Final Destination 3D     | 28 agosto 2009     | David R. Ellis             | Eric Bress                                 | Eric Bress                                      | Craig Perry e Warren Zide                                                       |
| Final Destination 5          | 12 agosto 2011     | Steven Quale               | Eric Heisserer                             | Eric Heisserer                                  | Craig Perry e Warren Zide                                                       |
| Final Destination Bloodlines | 16 maggio 2025     | Zach Lipovsky & Adam Stein | Guy Busick & Lori Evans Taylor             | Jon Watts & Guy Busick & Lori Evans Taylor      | Craig Perry, Sheila Hanahan Taylor, Jon Watts, Dianne McGunigle e Toby Emmerich |

## Accoglienza

### Incassi
Con oltre $951 milioni incassati mondialmente, Final Destination è il sesto franchise horror per incassi, ed è il terzo più lucrativo per la New Line, dietro The Conjuring ($2,2 miliardi) e la serie It ($1,17 miliardi).
| Film                         | Data di uscita USA | Incassi ($)  | Incassi ($)    | Incassi ($) | Budget ($)  | Fonti |
| Film                         | Data di uscita USA | Nord America | Internazionale | Mondiale    | Budget ($)  | Fonti |
| ---------------------------- | ------------------ | ------------ | -------------- | ----------- | ----------- | ----- |
| Final Destination            | 17 marzo 2000      | 53 331 147   | 59 549 147     | 112 880 294 | 23 000 000  | [ 2 ] |
| Final Destination 2          | 31 gennaio 2003    | 46 961 214   | 43 979 915     | 90 941 129  | 26 000 000  | [ 3 ] |
| Final Destination 3          | 10 febbraio 2006   | 54 098 051   | 64 792 221     | 118 890 272 | 25 000 000  | [ 4 ] |
| The Final Destination 3D     | 28 agosto 2009     | 66 477 700   | 119 689 439    | 186 167 139 | 40 000 000  | [ 5 ] |
| Final Destination 5          | 12 agosto 2011     | 42 587 643   | 115 300 000    | 157 887 643 | 40 000 000  | [ 6 ] |
| Final Destination Bloodlines | 16 maggio 2025     | 137 947 646  | 147 200 000    | 285 147 646 | 50 000 000  | [ 7 ] |
| Totale                       | Totale             | 401 403 401  | 550 510 722    | 951 914 123 | 204 000 000 | [ 8 ] |